# 施特拉森豪斯
施特拉森豪斯是德国莱茵兰-普法尔茨州的一个市镇。总面积10.16平方公里，总人口1936人，其中男性963人，女性973人（2011年12月31日），人口密度191人/平方公里。